# Notobubon capense
Notobubon capense är en växtart i släktet Notobubon och familjen flockblommiga växter.
Arten är en buske som förekommer i Sydafrika. Den beskrevs först av Christian Friedrich Ecklon och Carl Ludwig Philipp Zeyher och fick sitt nu gällande namn av Anthony R. Magee.